# Герджиков, Павел
Павел Иванов Герджиков (21 мая 1938, Кырджали — 22 января 2023) — болгарский оперный певец, режиссёр и педагог, профессор Национальной академии музыки им. Панчо Владигерова.

## Биография

### Творчество
Родился 21 мая 1938 года в городе Кырджали. Его бабушка — актриса Кина Герджикова, которая приходится родственницей дирижёру Росице Баталовой. Учился оперному пению у Анны Тодоровой и Илии Йосифова.
На его счету более 100 ролей солиста в национальной опере и десятки оперных постановок в качестве режиссёра. Известен публике и из больших оперных театров Парижа, Вены, Мадрида, Неаполя, Копенгагена, Белграда. Среди его ролей Фигаро в «Женитьбе Фигаро», Папагено в «Волшебной флейте», Галицкий в «Князе Игоре» и многие другие.
Лауреат ряда государственных наград. Преподаёт актерское мастерство и оперную режиссуру в Национальной академии музыки им. Панчо Владигерова.
Умер 22 января 2023 года.

### Фильмография
- «Камера! Завеса!» (2002—2003) — оперный режиссёр Базилио Иванов в 1 серии
- «Бумеранг» (1979) — Мефистофель

### Другая деятельность
Комиссия по досье своими постановлениями № 230 от 16.06.2011, № 2-400 от 24.09.2014 и № 2-2075 от 28.04.2022 устанавливает и сообщает, что с 1973 года Павел Герджиков сотрудничает с органами государственной безопасности (ДС) в качестве агента Шестого управления и Второго главного управления ДС. Был завербован 18.01.1973 в качестве осведомителя под псевдонимом «Питер». Неизвестно, был ли он удален из активного оперативного отчёта ДС.